# Campeonato Mundial de Halterofilismo de 2014 - Até 85 kg masculino
A categoria até 85 kg masculino foi um evento do Campeonato Mundial de Halterofilismo de 2014, disputado no Palácio de Esportes Baluan Sholak, em Almaty, no Cazaquistão, entre 12 e 13 de novembro de 2014. 

## Calendário
Horário local (UTC+6) 
| Dia            | Horário | Fase    |
| -------------- | ------- | ------- |
| 12 de novembro | 14:00   | Grupo D |
| 12 de novembro | 16:00   | Grupo C |
| 12 de novembro | 21:00   | Grupo B |
| 13 de novembro | 19:00   | Grupo A |

## Medalhistas
| Evento    | Ouro                   | Ouro   | Prata                  | Prata  | Bronze               | Bronze |
| --------- | ---------------------- | ------ | ---------------------- | ------ | -------------------- | ------ |
| Arranque  | Ivan Markov (BUL)      | 179 kg | Kianoush Rostami (IRI) | 178 kg | Andrei Rybakou (BLR) | 175 kg |
| Arremesso | Kianoush Rostami (IRI) | 213 kg | Ulugbek Alimov (UZB)   | 213 kg | Artem Okulov (RUS)   | 211 kg |
| Total     | Kianoush Rostami (IRI) | 391 kg | Ivan Markov (BUL)      | 390 kg | Artem Okulov (RUS)   | 385 kg |

## Recordes
Antes desta competição, o recorde mundial da prova era o seguinte:
| Recorde         | Tipo      | Atleta               | Peso   | Local      | Data                   |
| Recorde Mundial | Arranque  | Andrei Rybakou (BLR) | 187 kg | Chiang Mai | 22 de setembro de 2007 |
| Recorde Mundial | Arremesso | Zhang Yong (CHN)     | 218 kg | Ramat Gan  | 25 de abril de 1998    |
| Recorde Mundial | Total     | Lu Yong (CHN)        | 394 kg | Pequim     | 15 de agosto de 2008   |

## Resultado
Os resultados foram os seguintes. 
| Pos.              | Atleta                    | Grupo | Peso  | Arranque (kg) | Arranque (kg) | Arranque (kg) | Arranque (kg)     | Arremesso (kg) | Arremesso (kg) | Arremesso (kg) | Arremesso (kg)    | Total |
| Pos.              | Atleta                    | Grupo | Peso  | 1             | 2             | 3             | Resultado         | 1              | 2              | 3              | Resultado         | Total |
| ----------------- | ------------------------- | ----- | ----- | ------------- | ------------- | ------------- | ----------------- | -------------- | -------------- | -------------- | ----------------- | ----- |
| Medalha de ouro   | Kianoush Rostami (IRI)    | A     | 84.25 | 173           | 176           | 178           | Medalha de prata  | 211            | 212            | 213            | Medalha de ouro   | 391   |
| Medalha de prata  | Ivan Markov (BUL)         | A     | 84.45 | 174           | 177           | 179           | Medalha de ouro   | 207            | 211            | 214            | 4                 | 390   |
| Medalha de bronze | Artem Okulov (RUS)        | A     | 84.25 | 170           | 174           | 177           | 4                 | 205            | 211            | 218            | Medalha de bronze | 385   |
| 4                 | Ulugbek Alimov (UZB)      | A     | 84.34 | 163           | 168           | 170           | 8                 | 200            | 207            | 213            | Medalha de prata  | 381   |
| 5                 | Apti Aukhadov (RUS)       | A     | 84.55 | 169           | 173           | 175           | 5                 | 205            | 213            | 213            | 6                 | 378   |
| 6                 | Tian Tao (CHN)            | A     | 84.28 | 165           | 170           | 175           | 6                 | 205            | 211            | 219            | 5                 | 375   |
| 7                 | Pavel Khadasevich (BLR)   | A     | 84.15 | 161           | 166           | 169           | 7                 | 196            | 196            | 200            | 9                 | 369   |
| 8                 | Andrei Rybakou (BLR)      | A     | 84.57 | 175           | 175           | 179           | Medalha de bronze | 182            | 191            | 191            | 19                | 366   |
| 9                 | Sa Jae-hyouk (KOR)        | A     | 82.36 | 155           | 165           | —             | 9                 | 200            | 210            | 212            | 7                 | 365   |
| 10                | Benjamin Hennequin (FRA)  | A     | 84.52 | 152           | 157           | 160           | 12                | 200            | 200            | 211            | 10                | 360   |
| 11                | Antonis Martasidis (GRE)  | B     | 84.01 | 155           | 160           | 160           | 20                | 195            | 200            | —              | 8                 | 355   |
| 12                | Alexandru Dudoglo (MDA)   | B     | 84.63 | 160           | 163           | 163           | 13                | 190            | 195            | —              | 15                | 355   |
| 13                | Muhammad Begaliev (UZB)   | B     | 83.20 | 155           | 160           | 162           | 10                | 183            | 188            | 191            | 18                | 353   |
| 14                | Aghasi Aghasyan (ARM)     | B     | 84.69 | 152           | 156           | 158           | 18                | 192            | 197            | —              | 11                | 353   |
| 15                | Tom Schwarzbach (GER)     | B     | 84.40 | 152           | 156           | 159           | 16                | 191            | 195            | 199            | 14                | 351   |
| 16                | Giovanni Bardis (FRA)     | B     | 84.77 | 156           | 156           | 160           | 14                | 185            | 191            | 194            | 20                | 351   |
| 17                | Theodoros Iakovidis (GRE) | B     | 83.66 | 155           | 160           | 160           | 19                | 185            | 192            | 195            | 17                | 347   |
| 18                | Anatoliy Mushyk (ISR)     | B     | 84.69 | 155           | 159           | 161           | 11                | 186            | 190            | 191            | 27                | 347   |
| 19                | Ferney Manzano (COL)      | B     | 84.17 | 152           | 152           | 156           | 24                | 188            | 194            | 197            | 16                | 346   |
| 20                | Karol Samko (SVK)         | B     | 84.73 | 145           | 149           | 152           | 32                | 190            | 196            | 199            | 13                | 345   |
| 21                | Krzysztof Szramiak (POL)  | C     | 84.42 | 150           | 154           | 156           | 17                | 182            | 188            | 192            | 25                | 344   |
| 22                | Rasoul Taghian (IRI)      | B     | 82.35 | 149           | 153           | 156           | 22                | 182            | 190            | —              | 21                | 343   |
| 23                | Krenar Shoraj (ALB)       | C     | 82.79 | 140           | 140           | 146           | 34                | 190            | 196            | 200            | 12                | 342   |
| 24                | Antonino Pizzolato (ITA)  | C     | 84.68 | 145           | 150           | 152           | 25                | 190            | 195            | 195            | 22                | 342   |
| 25                | Inoýat Jumaýew (TKM)      | B     | 84.98 | 150           | 154           | 156           | 31                | 185            | 190            | 193            | 23                | 340   |
| 26                | Ali El-Kekli (LBA)        | C     | 84.25 | 145           | 150           | 153           | 29                | 182            | 188            | 192            | 24                | 338   |
| 27                | Semih Yağcı (TUR)         | B     | 84.72 | 147           | 151           | 151           | 26                | 187            | 192            | 193            | 26                | 338   |
| 28                | Renson Balza (VEN)        | D     | 82.79 | 140           | 145           | 150           | 27                | 180            | 180            | 185            | 28                | 335   |
| 29                | Marius Mickevičius (LTU)  | C     | 84.40 | 146           | 151           | 154           | 21                | 178            | 182            | 185            | 34                | 332   |
| 30                | Richard Tkáč (SVK)        | C     | 84.25 | 150           | 150           | 155           | 30                | 180            | 186            | 186            | 32                | 330   |
| 31                | Aidar Mamadraimov (KGZ)   | C     | 84.35 | 152           | 157           | 160           | 15                | 170            | 178            | 178            | 41                | 327   |
| 32                | Manuel Sánchez (ESP)      | D     | 84.20 | 140           | 145           | 150           | 36                | 175            | 180            | 180            | 31                | 325   |
| 33                | Khalil Al-Hamqan (KSA)    | D     | 83.84 | 140           | 144           | 147           | 39                | 174            | 179            | 181            | 33                | 323   |
| 34                | János Baranyai (HUN)      | D     | 83.37 | 140           | 145           | 147           | 33                | 175            | 180            | 180            | 37                | 322   |
| 35                | Vikas Thakur (IND)        | D     | 84.48 | 140           | 140           | 145           | 38                | 170            | 177            | 177            | 36                | 322   |
| 36                | Hoàng Tấn Tài (VIE)       | D     | 84.10 | 140           | 148           | 148           | 40                | 180            | 188            | 188            | 30                | 320   |
| 37                | Pascal Plamondon (CAN)    | D     | 84.32 | 145           | 150           | 150           | 37                | 170            | 175            | —              | 38                | 320   |
| 38                | Romário Martins (BRA)     | D     | 84.63 | 140           | 145           | 145           | 41                | 172            | 178            | 178            | 35                | 318   |
| 39                | Junior Santana (ESP)      | D     | 82.15 | 140           | 145           | 150           | 35                | 170            | 170            | 175            | 40                | 315   |
| 40                | Milko Tokola (FIN)        | D     | 82.75 | 130           | 135           | 137           | 42                | 160            | 163            | 168            | 42                | 305   |
| 41                | Ensar Musić (CRO)         | D     | 83.60 | 115           | 121           | 126           | 43                | 165            | 171            | 176            | 39                | 297   |
| 42                | Cathal Byrd (IRL)         | D     | 82.37 | 120           | 120           | 125           | 44                | 155            | 160            | 164            | 43                | 280   |
| —                 | Volodymyr Bolharyn (UKR)  | C     | 80.58 | 152           | 156           | 156           | 23                | 178            | 178            | 178            | —                 | —     |
| —                 | Abdallah Mekki (ALG)      | C     | 84.07 | 145           | 150           | 153           | 28                | 177            | 178            | 180            | —                 | —     |
| —                 | Imam Jamaludin (INA)      | C     | 84.27 | 140           | 140           | 140           | —                 | 183            | 191            | 191            | 29                | —     |
| DSQ               | Hysen Pulaku (ALB)        | B     | 82.83 | 150           | 160           | 165           | —                 | 200            | 210            | 210            | —                 | —     |